# フィリップ・デ・ウィット・ギンダー
フィリップ・デ・ウィット・ギンダー（Philip De Witt Ginder, 1905年9月19日 - 1968年11月7日）は、アメリカ合衆国の軍人。アメリカ陸軍に所属し、第二次世界大戦や朝鮮戦争で戦った。最終階級は少将。

## 経歴
1905年、ニュージャージー州プレインフィールドに生まれる。1927年、陸軍士官学校を卒業。
第二次世界大戦中には1944年6月6日に開始されたノルマンディー上陸作戦における最初の上陸作戦に参加している。ヒュルトゲンの森の戦いの最中にはヒュトルゲンヴァルトの町の占領を指揮した。1944年11月28日、ヒュトルゲンヴァルトに対するドイツ軍の反撃が始まった時、予備中隊の指揮を執っていたギンダー大佐は自らも手榴弾とピストルで武装して苛烈な市街戦を指揮し、これを撃退した。この戦功により、ギンダーは殊勲十字章を受章している。チェコスロバキアのプルゼニからほど近いロキツァニの街で終戦を迎えた。
終戦後の1946年から1949年にかけて国防大学に通う。また、ダグラス・マッカーサー将軍の幕僚の1人として極東方面の任務にも参加した。
1951年から1952年まで在ベルリンの第6歩兵連隊長、1953年から朝鮮半島派遣中の第45歩兵師団長、1954年からフォート・ライリー駐屯の第37歩兵師団長、1955年からは第5軍司令官を務めた。朝鮮戦争最中の朝鮮半島には大佐として派遣されたが、その後まもなくして少将に昇進し、朝鮮半島において戦闘部隊を指揮する最年少の米軍将官となった。また、彼が朝鮮戦争中に38度線以北で過ごした期間は18ヶ月間ほどになる。1963年、少将として陸軍を退役する。
ギンダーは1951年に著名な演劇プロデューサーのジーン・ダルリンプルと結婚している。彼女は国務省による依頼の元、アメリカのベルリン芸術祭への出展の準備を行うべくベルリンに派遣されていたが、この際にギンダー大佐と出会ったのである。結婚した後はマンハッタン・ミッドタウン地区55番通り西150番地(150 West 55th Street)のアパートで暮らし、後にコネチカット州ダンベリーに引っ越した。
1968年11月7日、トラファルガー病院にて脳内出血により死去。

## 受章
|                                                                   | 戦闘歩兵記章                                                 |
|                                                                   | 殊勲十字章                                                   |
|                                                                   | 殊勲章                                                       |
|                                                                   | レジオン・オブ・メリット                                     |
| Bronze oak leaf cluster                                           | 銅星章（柏葉付）                                             |
|                                                                   | アメリカ防衛従軍記章                                         |
|                                                                   | アメリカ従軍記章                                             |
| Arrowhead · Bronze star · Bronze star · Bronze star · Bronze star | 欧州・アフリカ・中東戦線記念記章（四重従軍星章・矢じり章付） |
|                                                                   | 第二次世界大戦戦勝記念章                                     |
|                                                                   | 占領軍記章                                                   |
| Bronze oak leaf cluster                                           | 国土防衛従軍章（柏葉付）                                     |
|                                                                   | 朝鮮戦争従軍記章                                             |
|                                                                   | 第二次世界大戦戦功十字章（椰子葉付, フランス）               |
|                                                                   | 三級白獅子勲章（チェコスロバキア）                           |
|                                                                   | 従軍十字章1939年章（チェコスロバキア）                       |
|                                                                   | 一級祖国戦争勲章（ソ連邦）                                   |
|                                                                   | 国連メダル朝鮮戦争章（国連）                                 |